# Кирилэ, Йоан-Кристьян
Йоан-Кристьян Кирилэ (рум. Ioan-Cristian Chirilă; род. 6 января 1991, Бухарест) — румынский шахматист, гроссмейстер (2009).

## Биография
Родился в 1991 году в семье шахматного арбитра, мастера ФИДЕ Раду-Кэтэлина Кирилэ. Начал играть в шахматы с отцом с шести лет, позже тренировался у Михая Гиндэ. Победитель чемпионат мира до 16 лет в Кемере (2007). Звание гроссмейстера получил в 2009 году.
Окончил Техасский университет в Далласе со степенью по политической экономии. После этого остался в США, сохраняя румынское гражданство, играл и тренировал в области залива Сан-Франциско, позже переехал в Сент-Луис. В 2019 году переехал в Колумбию (Миссури), где занял должность главного тренера шахматной сборной Миссурийского университета.
В 2016 году выиграл турнир Millionaire Chess в рейтинговой категории до 2550, а через два года стал победителем турнира National Open в Лас-Вегасе. Представлял Румынию на шахматной олимпиаде 2018 года. Входил в тренерскую команду претендента на звание чемпиона мира Фабиано Каруаны.

## Изменения рейтинга
| Графики недоступны из-за технических проблем. См. информацию на Фабрикаторе и на mediawiki.org. |